# Підкопенна (Промишленнівський округ)
Підкопе́нна (рос. Подкопённая) — присілок у складі Промишленнівського округу Кемеровської області, Росія.

## Населення
Населення — 105 осіб (2010; 127 у 2002).
Національний склад (станом на 2002 рік):
- росіяни — 95 %